# Пак Йон У
Пак Йон У (кор. 박용우, нар. 10 вересня 1993, Коян) — південнокорейський футболіст, півзахисник клубу «Аль-Айн».
Виступав, зокрема, за клуб «Сеул», а також олімпійську збірну Південної Кореї.

## Клубна кар'єра
У дорослому футболі дебютував 2012 року виступами за команду клубу «Сеул», в якій провів одигн сезон, взявши участь у 45 матчах чемпіонату. 
До складу клубу «Ульсан Хьонде» приєднався 2017 року. Відтоді встиг відіграти 98 матчів в національному чемпіонаті.

## Виступи за збірні
Протягом 2016 року залучався до складу молодіжної збірної Південної Кореї. На молодіжному рівні зіграв у 5 офіційних матчах.
2016 року захищав кольори олімпійської збірної Південної Кореї. У складі цієї команди провів 3 матчі. У складі збірної — учасник футбольного турніру на Олімпійських іграх 2016 року у Ріо-де-Жанейро.